# Yves Pambou
Yves Simon Pambou Loembet (* 27. listopadu 1995, Paříž, Francie) je francouzský fotbalový záložník, který je od léta 2015 hráčem slovenského klubu DAC Dunajská Streda.

## Klubová kariéra
V mládí prošel akademií francouzského klubu FC Nantes. Po třech a půl letech odešel na své první zahraniční angažmá do italského klubu Reggina Calcio, kde hrál za mládežnické týmy a později zde debutoval i mezi dospělými (odehrál v druhé italské lize Serii B celkem 20 zápasů v sezóně 2013/14). Na jaře 2015 se vrátil do Francie a hrál za třetiligový klub Trélissac FC.
V červenci 2015 se stal posilou slovenského prvoligového celku DAC Dunajská Streda.